# ヴィッツィーニ
ヴィッツィーニ（イタリア語: Vizzini）は、イタリア共和国シチリア州カターニア県にある、人口約6,000人の基礎自治体（コムーネ）。

## 地理

### 位置・広がり

#### 隣接コムーネ
隣接するコムーネは以下の通り。括弧内のSRはシラクーザ県、RGはラグーザ県所属を示す。
- ブッケリ (SR)
- フランコフォンテ (SR)
- ジャッラターナ (RG)、
- リコディーア・エウベーア
- モンテロッソ・アルモ (RG)
- ミリテッロ・イン・ヴァル・ディ・カターニア
- ミネーオ

## 姉妹都市
- アーチ・カテーナ、イタリア
- チェリニョーラ、イタリア
- リヴォルノ、イタリア